# Hyperaspis disconotata
Hyperaspis disconotata är en skalbaggsart som beskrevs av Étienne Mulsant 1850. Hyperaspis disconotata ingår i släktet Hyperaspis och familjen nyckelpigor. Inga underarter finns listade i Catalogue of Life.